# Лечебница Аркхем
Лечебница Элизабет Аркхем для душевнобольных преступников (англ. The Elizabeth Arkham Asylum for the Criminally Insane), чаще упоминаемая как лечебница Аркхем (Arkham Asylum) или просто Аркхем (МФА: [ˈɑrkəm]) — вымышленная психиатрическая больница в городе Готем-Сити из комиксов вселенной DC Universe.
Множество злодеев вселенной, особенно враги Бэтмена (такие, как Джокер, Ядовитый Плющ, Загадочник, Пингвин, Двуликий, Пугало, Бейн, Убийца Крок и Харли Квинн), будучи пойманными им, пребывают в этой лечебнице в заключении.
Больница была названа в честь одноимённого заведения в вымышленном городе Аркхеме, упоминаемом в произведениях Говарда Лавкрафта. В произведениях Лавкрафта, однако, больница обычно обозначается «Sanitarium» вместо «Asylum».

## История публикаций
Больница Аркхем впервые появилась в 1974 году, в Batman #258, написанном Деннисом О’Нилом. В этой истории заведение было названо «Arkham Hospital», хотя и не уточнялось, какого рода эта больница. Название «Arkham Asylum» было впервые упомянуто в другой истории О’Нила в следующем году. Полностью название было заменено на «Arkham Asylum» в 1979 году, иногда, впрочем, заменяясь на «Arkham Sanitarium» в качестве названия заведения. Также в 1979 году больницу перенесли ближе к Готэму; полностью больница была помещена в Готеме в 1980, когда в Batman #326 Ли Вейн описал местоположение больницы как «глубоко в пригороде Готем-Сити». Возможно, именно по этой причине этот выпуск (#326) часто упоминается как первое появление больницы Аркхем. Именно Вейн в 1985 году в комиксе Who’s Who #1 создал текущую предысторию больницы.
Аркхем был разрушен несколько раз за его историю, особенно в ходе событий Batman: The Last Arkham. Он также был серьёзно поврежден в начале сюжетной линии Batman: Knightfall, в которой Бейн использовал краденые боеприпасы, чтобы взорвать заведение и выпустить заключённых. После событий комикса больница была перенесена в большое поместье, известное как «Поместье милосердия». Больница также была взорвана Чёрной Маской в ходе событий «Битвы за мантию Бэтмена». В начале сюжетной линии No Man’s Land больница была закрыта и все заключённые выпущены на свободу. В этом событии был использован таймер, чтобы открыть двери за две минуты до того, как город будет запечатан. Это было задумано администратором, посчитавшим, что лучше выпустить заключённых, нежели наблюдать за тем, как они умрут с голода или поубивают друг друга. В середине истории оказалось, что Бэтмен установил тайную базу под основанием больницы в ходе событий Prodigal, известную как «Северо-западная Бэт-пещера».
В одиночном комиксе Batman: Battle for the Cowl доктор Джеремайя Аркхем блуждает среди руин больницы и рассуждает о своей жизни. Он рассказывает, что нашёл чертежи, созданные его предшественником, Амадеем Аркхемом, для нового Аркхема. Он также созерцает судьбы своих «особых» пациентов: художника, у которого почти полностью отсутствует лицо и который вынужден рисовать на своём почти пустом лице, чтобы выражать свои эмоции; мужчина, помешанный на своём отражении в серии зеркал у себя в комнате; женщина, судя по всему, настолько безобразная, что один взгляд на её лицо может свести с ума кого угодно. По мере обнаружения своих «особых» пациентов (не пострадавших от разрушения благодаря своим уединённым клеткам) Аркхем решает построить больницу заново, согласно видению его предка, но чтобы заведение полностью соответствовало названию (англ. Asylum — убежище, приют), то есть укрывало бы больных от остального мира. Как бы то ни было, художник, которому сказали быть счастливым в связи с новой застройкой, втайне выкрашивает своё лицо белым с ужасной улыбкой, напоминающей Джокера; подразумевается, что «особые» пациенты так же, как и сам Аркхем, стали полностью безумными.
В мини-серии Arkham Reborn больница Аркхем была полностью перестроена со средств Джеремайи Аркхема. Однако в Batman #697 оказалось, что Джеремайя Аркхем — новый Чёрная Маска, после чего он был сам заключен в Аркхеме. В ходе событий Arkham Reborn к тому же выяснилось, что и как доктор Аркхем, и как Чёрная Маска он начал манипулировать пациентами. Сюжетная линия достигает кульминации в Detective Comics, в которой Элис Синнер становится новой главой заведения, но тайно работает на Аркхема/Маску. Также оказывается, что «особые» пациенты существовали лишь у Аркхема в голове.

## История лечебницы
Клиника была основана в начале двадцатого века Амадеем Аркхемом, мать которого всю жизнь страдала от расстройства психики. Амадей превратил собственное поместье в больницу для душевнобольных, стремясь помочь им излечиться. Незадолго до открытия психиатрической клиники, помогая полиции в расследовании, Аркхем навлёк на себя гнев серийного убийцы, и вся семья врача-альтруиста была жестоко убита; тот маньяк стал одним из первых пациентов Аркхема. Через несколько лет и сам доктор оказался пациентом лечебницы. С тех пор ею управляет его племянник Джеремайя.
Клиника находится на окраине Готем-Сити и является местом заключения тех противников Бэтмена, которых официально признали сумасшедшими (остальные попадают в тюрьму Блэкгейт). Больница была создана Деннисом О’Нилом и впервые появилась на страницах комикса Batman #258 (октябрь 1974); большую часть истории места придумал Лен Вейн в течение 1980-х годов.
Аркхем обладает не самой лучшей славой, особенно когда это касается известных личностей: заключённые вроде Джокера очень часто сбегают из клиники, а те, кто «излечиваются», часто берутся за старое. Более того, некоторые сотрудники, даже основатель Амадей Аркхем и директор Джеремайя Аркхем, а также несколько врачей, включая Харлин Куинзель, Лайла Болтона и, в некоторых вариантах, Джонатана Крейна и Хьюго Стрейнджа, сошли с ума.
Преступники Готема, признанные судом «преступно безумными» (англ. criminally insane) или «психически нездоровыми», обычно лечатся в Медицинском Центре Уильямса (Williams Medical Center) и попадают в Аркхем лишь после признания достаточно опасными.

## Происхождение
Даже за пределами Готем-Сити Аркхем обладает долгой и жестокой историей, начавшейся с безумия архитектора этого места, зарубившего своих работников топором. Он был обвинён и осуждён провести остаток своей жизни в больнице, которую он же и построил. Графический роман Arkham Asylum: A Serious House on Serious Earth устанавливает, что больница была названа в честь Элизабет Аркхем — матери основателя, Амадея Аркхема. И изначально больница называлась «Госпиталь Аркхем». Мрачная история этого места берёт начала в 1900-х годах, когда мать Аркхема, будучи страдающей от психического заболевания, окончила свою жизнь самоубийством. Позже, однако, выяснилось, что на самом деле сын её усыпил и устранил это воспоминание. Амадей затем решил, оставшись единственным наследником усадьбы Аркхем, переоборудовать свой семейный дом в больницу для душевнобольных, чтобы другие избежали участи его матери. Пока проходило переоборудование госпиталя, Амадей лечил своих пациентов в психиатрическом госпитале в Метрополисе, где он, его жена Констанция и дочь Харриет жили некоторое время. Когда переоборудование госпиталя завершилось, Амадей вместе с семьей приехал, чтобы осмотреть его. Находясь там, Амадей получил сообщение от полиции, что Мартин Хоукинс, серийный убийца по кличке «Безумный пёс», проходивший лечение у Аркхема, сбежал из тюрьмы. Вскоре после этого, 1 апреля 1921 года, Амадей прибывает домой, обнаружив дверь открытой настежь. Внутри он находит своих изнасилованную жену и дочь убитыми, а на теле последней обнаруживается вырезанная кличка Бешеного пса. Несмотря на семейную трагедию, психиатрическая больница имени Элизабет Аркхем для криминально безумных была открыта в ноябре. С поколебленным душевным спокойствием доктор Аркхем разработал поэтажный план, в котором были упомянуты оккультные руны, которые, как он полагал, избавят его от странной летучей мыши во снах. Одним из первых пациентов больницы стал Безумный пёс, которого Амадей хотел лечить сам. После лечения его в течение шести месяцев Амадей Аркхем подверг его терапии электрошока, в конце концов убив его. Персонал больницы посчитал смерть случайной, однако оказалось, что Амадей постепенно погружался в безумие и решил, что убить Хоукинса — его неотъемлемое право. В итоге Амадей Аркхем был заключен в собственной же больнице, где и умер.

## Расположение
Территориально располагается на острове Нероуз, который связан с материком несколькими мостами. Такая изолированность от основного города позволяет снизить риск содержания в клинике опасных пациентов в пределах городской черты.

## Архитектура и обустройство камер
В большинстве комиксов Аркхем изображается как старинное, видавшее виды здание. В фильмах «Бэтмен навсегда», «Бэтмен и Робин» и «Бэтмен: Начало», где клинику показывают снаружи, здания сильно различаются как по стилю, так и по высоте. Также и обстановка внутри клиники различная. В старых фильмах обстановка очень давит на психику: тёмные узкие коридоры, крошечные по размерам камеры, постоянные стоны и крики пациентов. В более свежих фильмах вид камер и коридоров более современен.
Для каждого особенного заключённого (пациента) камеру обустраивают по-особому.
Например:
- Загадочник содержится в камере с мягкими стенами, и сама камера небольшого размера мягко освещена.
- В камере Мистера Фриза, когда он сидел в одиночку, на потолке находилось устройство, поддерживающее холод в определённой зоне, а сама камера была значительно просторнее камеры Загадочника, хотя и намного темнее. В Batman: Arkham Asylum, действие которого происходит в клинике, камера полностью покрыта льдом.
- Кармайн Фальконе находился в хорошо освещённой камере, весьма «цивилизованного» вида.
- Камеры Убийцы Крока часто показаны как камеры со множеством цепей и наручников, для того чтобы усмирить и сделать его неподвижным. Также в некоторых вариантах камера полностью заполнена водой. В игре Batman: Arkham Asylum камера Крока представлена несколько иначе. Там его камерой стала канализация, которая находится под клиникой.

Стоит отметить, что показанная в комиксах несколько вычурная архитектура психиатрической больницы не является оригинальной придумкой авторов.
В США во второй половине XIX века действительно имела место практика строительства психиатрических больниц, напоминающих по своему внешнему виду викторианские дворцы.

## Персонал больницы
- Доктор Амадей Аркхем[англ.]
Основатель больницы. Амадей назвал заведение в честь его умершей матери Элизабет[1]. Позже из персонала превратился в пациента.
- Доктор Джеремайя Аркхем[англ.]
Племянник Амадея Аркхема. Джеремайя был главой больницы до недавнего времени, однако сошёл с ума и стал второй Чёрной Маской.
- Тюремный надзиратель Аарон Кэш
Один из самых уважаемых охранников больницы. Его рука была откушена Убийцей Кроком[12], и он носит крюк-протез вместо неё. В отличие от многих его коллег, Кэш не безумен и не коррумпирован и является надёжным союзником Бэтмена[13]. В играх его обычно озвучивает Дуэйн Шепард.
- Доктор Джоан Лиланд
Когда-то бывшая коллегой Харлин Куинзель, доктор Лиланд позже стала терапевтом и лечила таких пациентов, как Джонатан Крейн (Пугало) и Харви Дент (Двуликий).
- Доктор Элис Синнер
Выбранная Джеремайей в качестве заместителя, Элис некоторое время подчинялась командам Аркхема и стала во главе больницы, когда Джеремайя оказался Чёрной Маской. Она тайный член Церкви Преступления и работает на Чёрную Маску.
- Доктор Харлин Квинзель
Бывший интерн больницы, Куинзель была соблазнена Джокером и взяла себе имя «Харли Квинн»[14].

## Пациенты
Изначально клиника Аркхем использовалась лишь, чтобы содержать действительно безумных пациентов, вовсе не обязательно имеющих отношение к Бэтмену, но в течение 1980-х годов была создана тенденция — все суперзлодеи противники Бэтмена оканчивают свой путь в «Аркхеме». Почти все противники Бэтмена проводят здесь большую часть своего времени.
Аркхем также описывается в других изданиях DC Universe. В Swamp Thing Алана Мура говорится, что Флоро содержится здесь, и в «Песочном человеке» Нила Геймана Доктор Судьба сбегает из клиники, чтобы сеять хаос и разруху как в реальном мире, так и в мире снов. Аркхем также упоминался в нескольких ограниченных сериях DC, таких как Identity Crisis, Day of Vengeance, Countdown, и Crisis on Infinite Earths среди прочих.

### Список примечательных пациентов
- Джокер[1][13]
- Двуликий[1]
- Загадочник
- Дэдшот (переведён из Блэкгейт)[15]
- Календарный Человек[13][16]
- Безумный Шляпник[1]
- Мистер Фриз[13]
- Пингвин[13]
- Пугало[1][13]
- Ра’с аль Гул (поступил, как Терри Джин Кейс)[17]
- Тряпичная кукла[источник не указан 4662 дня]
- Убийца Крок[1][13]
- Харли Куинн[13]
- Чёрная Маска
- Ядовитый Плющ[13]
- Глиноликий (Базиль Карло,[13] Мэтт Хейген, Престон Пейн[1] и Сондра Фуллер)
- Бейн[13]
- Виктор Зсасз[13]
- Кармайн Фальконе
- Корнелиус Стирк
- В клинике содержатся также злодеи из других комиксов вселенной DC Universe.
- а также множество других супер- и обычных злодеев, маньяков и просто психически ненормальных индивидуумов.

### Другие
- Адам Стрейндж[англ.] (только в Земле версии DC: New Frontier)[18]
- Амадей Аркхем[англ.][1]
- Амигдала[англ.][19]
- Бэтмен[20][21]
- Брейнвейв[англ.][22]
- Гепард (Барбара Энн Минерва)[англ.][23]
- Доктор Судьба[1][24]
- Затанна[25]
- Тоймен[англ.][26]
- Шалтай-Болтай[12]

## Вне комиксов

### В кино
- В конце фильма «Бэтмен навсегда» туда заточили Загадочника, доктор Чейз Меридиан стала наблюдать за его состоянием.
- В «Бэтмен и Робин» Мистер Фриза заточили туда, однако Ядовитый Плющ с Бейном помогли ему сбежать. Вскоре они оказались там заключёнными.
- В фильме «Бэтмен: Начало» доктор Джонатан Крейн, нанятый Ра'с аль Гулом ставил опыты на пациентах этой клиники, а также упекал в неё тех преступников, которых ему было удобно держать вне тюрьмы. Туда же попадает босс Кармайн Фалькони сошедший с ума из-за токсинов Крейна. Рейчел наблюдает за его состоянием. Затем в недрах клиники люди Крейна отравляют водопроводную воду токсинами. Бэтмен там ловит негодяя и обезвреживает его людей. Затем в клинике сержант Джим Гордон допрашивает Крейна, пытаясь узнать о планах злодея. Во время штурма острова люди Лиги освобождают заключенных из камер и помогают Крейну бежать из «Аркхема».
- В телесериале «Готэм».
- Мельком показан в «Отряде самоубийц» в качестве флешбэка истории Харли Куинн.
- В фильме «Джокер» Государственная больница Аркхема

### В играх
В «Batman: Arkham Asylum» лечебница является основной локацией на протяжении всего игрового процесса.
В «Lego Batman 2: DC Super Heroes» на территории лечебница проходят два сюжетных эпизода, один снаружи, один внутри, а также наружная часть доступна в свободной игре.